# Ковалів Юлія Ігорівна
Юлія Ігорівна Ковалів (нар. 9 січня 1985, м. Івано-Франківськ) — українська державна діячка, посол України в Канаді (2022—2025). До цього займала різні посади — зокрема, у Офісі Президента та НАК «Нафтогаз України».
З 16 листопада 2022 року представниця України при міжнародній організації цивільної авіації за сумісництвом.
З вересня 2019 по грудень 2020 заступниця Керівника Офісу Президента України. Заступниця секретаря Національної інвестиційної ради при Президентові України.
Перша заступниця Міністра економічного розвитку і торгівлі України (2015—2016).
Членкиня та в.о. Голови Національної комісії, що здійснює державне регулювання у сферах енергетики та комунальних послуг. (2014—2015).
Голова Наглядової Ради НАК "Нафтогаз України" (2016—2017).
Членкиня Наглядової Ради Української академії корпоративного управління, яка спільно з провідними світовими бізнес-школами проводить навчальні програми з питань корпоративного управління та врядування.

## Освіта
В 2001 році закінчила з відзнакою Українську гімназію № 1 в Івано-Франківську.
У 2001 році вступила до Національного університету «Києво-Могилянська академія», де навчалася на факультеті економічних наук. У 2006 році здобула ступінь спеціаліста економічної теорії з відзнакою.
У 2011 році закінчила Національну академію державного управління при Президентові України, де здобула ступінь магістра управління суспільним розвитком. Входить до Асоціації магістрів державного управління..

## Кар'єра
З 2004 по 2005 рік працювала в українському підрозділі міжнародної консалтингової і аудиторської компанії Ernst & Young.
З 2007 по 2010 рік — фінансова директор ТОВ «Газекс Україна», яка здійснювала корпоративне управління приватними підприємствами нафтогазового сектору.
З 2010 року координаторка Координаційного центру з упровадження економічних реформ при Президентові України.
27 серпня 2014 року призначена членкинею Національної комісії, що здійснює державне регулювання у сферах енергетики та комунальних послуг 4 грудня була призначена в.о. голови комісії НКРЕКП.
З 26 червня 2015 року по листопад 2016 року — перша заступниця Міністра економічного розвитку та торгівлі України, відповідальна за реформування корпоративного управління державних підприємств та інвестиційну політику.
З квітня 2016 року по квітень 2017 року — голова наглядової ради НАК «Нафтогаз України».
18 листопада 2016 року була звільнена з посади першої заступниці Міністра економічного розвитку та торгівлі за власним бажанням.
З січня 2017 року — голова Офісу Національної інвестиційної ради при Президентові України.
З 20 вересня 2019 року по 22 грудня 2020 року — заступниця Керівника Офісу Президента України Заступниця секретаря Національної інвестиційної ради (з 24 грудня 2019)..
З 9 березня 2022 року по 21 липня 2025 — посол України в Канаді.

## Особисте життя
Одружена. Чоловік — Ковалів Ярема, голова Державного агентства рибного господарства України (2015—2017).
Виховує доньку та сина.

## Дипломатичний ранг
- Надзвичайний і Повноважний Посланник другого класу (2024)[17]